# Chlorophorus savioi
Chlorophorus savioi là một loài bọ cánh cứng trong họ Cerambycidae.